# Dicliptera albicaulis
Dicliptera albicaulis är en akantusväxtart som först beskrevs av Spencer Le Marchant Moore, och fick sitt nu gällande namn av Spencer Le Marchant Moore. Dicliptera albicaulis ingår i släktet Dicliptera och familjen akantusväxter. Inga underarter finns listade i Catalogue of Life.